# 적등 엘레지
《적등 엘레지》(赤灯えれじい)는 키라 타카시의 만화작품이다. 《주간 영 매거진》에서 2004년에서 2008년까지 연재. 단행본은 총15권이며 이 밖에도 본편의 후일담 및 그 등속을 수록한 《적등 엘레지 도쿄이야기》(赤灯えれじい 東京物語)가 간행되었다.
소심하기 짝이 없는 주인공 사토시와 양키풍에 우악스러운 성격이지만 또 곰살궂은 면도 있는 그 연인 치코의 러브스토리를 중심으로 한다.
제목 자체는 하야시 세이이치의 《적색 엘레지》(赤色エレジー)의 패러디.